# 1697
| [ Edytuj tabelę ]              | |
| Król Polski                    | - 1696 August II Mocny 1706 |
| Współksiążęta Andory           | - 1695 Julià Cano i Thebar 1714 - 1643 Ludwik XIV 1715                                                                                              |
| Król Anglii i Szkocji          | - 1694 Wilhelm III Orański 1702 |
| Elektor Bawarii                | - 1679 Maksymilian II Emanuel 1726 |
| Elektor Brandenburgii          | - 1688 Fryderyk III 1701 |
| Sułtan Brunei                  | - 1690 Nassaruddin 1705 |
| Cesarz Chin                    | - 1661 Kangxi 1722 |
| Król Czech                     | - 1657 Leopold I Habsburg 1705 |
| Król Danii                     | - 1670 Chrystian V 1699 |
| Dalajlama                      | - 1683 Cangjang Gjaco 1706 |
| Cesarz Etiopii                 | - 1682 Ijasu Wielki 1706 |
| Król Francji                   | - 1643 Ludwik XIV 1715 |
| Król Hiszpanii                 | - 1665 Karol II 1700 |
| Landgraf Hesji-Kassel          | - 1670 Karol I Heski 1730 |
| Stadhouder Holandii            | - 1672 Wilhelm III Orański 1702 |
| Szach Iranu                    | - 1694 Sultan Husajn 1722 |
| Państwo Wielkich Mogołów       | - 1658 Aurangzeb 1707 |
| Król Irlandii                  | - 1689 Wilhelm III Orański 1702 |
| Cesarz Japonii                 | - 1687 Higashiyama 1709 |
| Kalif                          | - 1695 Mustafa II 1703 |
| Patriarcha Konstantynopola     | - 1694 Kallinik II 1702 |
| Władca Korei                   | - 1674 Sukjong 1720 |
| Książę Kurlandii i Semigalii   | - 1682 Fryderyk Kazimierz Kettler 1698 |
| Sułtan Maroka                  | - 1672 Maulaj Isma’il 1727 |
| Książę Monako                  | - 1662 Ludwik I 1702 |
| Król Nawarry                   | - 1643 Ludwik XIV 1710 |
| Król Norwegii                  | - 1670 Chrystian V 1699 |
| Sułtan Omanu                   | - 1692 Sajf I ibn Sultan 1711 |
| Elektor Palatynatu             | - 1690 Jan Wilhelm 1716 |
| Papież                         | - 1691 Innocenty XII 1700 |
| Książę Parmy i Piacenzy        | - 1694 Franciszek 1727 |
| Król Portugalii                | - 1683 Piotr II 1706 |
| Książę w Prusach               | - 1688 Fryderyk 1701 |
| Car Rosji                      | - 1682 Piotr I Wielki 1725 |
| Cesarz Rzymski (niemiecki)     | - 1658 Leopold I Habsburg 1705 |
| Kapitanowie Regenci San Marino | - 1696 Gio. Antonio Belluzzi Ottavio Leonardelli 1697 - 1697 Giambattista Tosini Marino Beni 1697 - 1697 Giuliano Belluzzi Melchiorre Martelli 1698 |
| Elektor Saksonii               | - 1694 Fryderyk August I (król Polski) 1733 |
| Król Szwecji                   | - 1660 Karol XI 1697 - 1697 Karol XII 1718 |
| Król Tajlandii                 | - 1688 Phet Racha 1703 |
| Sułtan Turków                  | - 1695 Mustafa II 1703 |
| Doża Wenecji                   | - 1694 Silvestro Valiero 1700 |
| Król Węgier                    | - 1655 Leopold I 1705 |
| Książęta Wirtembergii          | - 1677 Eberhard Ludwik 1733 |

Rok 1697 / MDCXCVII
stulecia: XVI wiek ~
XVII wiek ~
XVIII wiek

lata: 1687 «
1692 «
1693 «
1694 «
1695 «
1696 «
1697
» 1698
» 1699
» 1700
» 1701
» 1702
» 1707

## Wydarzenia w Polsce
- 27 czerwca:
  - na sejmie elekcyjnym prymas Michał Radziejowski ogłosił wybór księcia Franciszka Ludwika Burbon-Conti, zaś biskup kujawski Stanisław Kazimierz Dąmbski – elektora saskiego Augusta II Mocnego.
  - książę Franciszek Ludwik Burbon-Conti przez część szlachty został wybrany królem Polski i ogłoszony nim przez prymasa Michała Radziejowskiego. Tymczasem druga część szlachty, stronnicy Jakuba Sobieskiego, obwołali królem elektora Saskiego - Augusta II Mocnego.
- 27 lipca – król elekt August II Mocny podążając do Krakowa na koronację przekroczył pod Czeladzią granicę polską i w tym samym dniu zatrzymał się jako gość biskupa krakowskiego w Sławkowie.
- 15 września – w Krakowie odbyła się koronacja Augusta II Mocnego.

## Wydarzenia na świecie
- 13 marca – Hiszpanie zdobyli wyspę Tayasal na jeziorze Petén Itzá w Gwatemali, ostatnie niepodległe miasto-państwo Majów.
- 19 marca – pod przywództwem podróżującego incognito cara Piotra I Wielkiego wyruszyło Wielkie Poselstwo rosyjskich dyplomatów po krajach Europy Zachodniej.
- 5 kwietnia – Karol XII został królem Szwecji.
- 2 czerwca – elektor saski Fryderyk August I Wettyn potajemnie przyjął katolicyzm.
- 6 lipca – V wojna austriacko-turecka: bitwa morska pod Lemnos.
- 1 września – V wojna austriacko-turecka: bitwa morska pod Andros.
- 5 września – wojna króla Wilhelma: francuska flota zwyciężyła angielską w bitwie w Zatoce Hudsona.
- 20 września
  - V wojna austriacko-turecka: bitwa morska pod Eubeą.
  - podpisano traktat w Rijswijk, kończący wojnę Francji z Ligą Augsburską.
- 11 września – V wojna austriacko-turecka: książę Eugeniusz Sabaudzki na czele armii cesarskiej odniósł zwycięstwo nad Turkami w bitwie pod Zentą.
- 27 listopada – został obalony i uwięziony pierwszy minister Brandenburgii Eberhard von Danckelman.
- 2 grudnia – odprawiono pierwsze nabożeństwo w odbudowanej po wielkim pożarze Londynu anglikańskiej katedrze św. Pawła.
- 7 grudnia – książę Burgundii i późniejszy delfin Francji Ludwik Burbon poślubił swoją kuzynkę, Marię Adelajdę Sabaudzką.
- 14 grudnia – Karol XII został koronowany na króla Szwecji.

## Urodzili się
- 6 sierpnia – Karol VII Bawarski, cesarz rzymsko-niemiecki (zm. 1745)
- 26 listopada – Maria Karolina Sobieska, polska szlachcianka (zm. 1740)

## Zmarli
- 8 stycznia – Thomas Aikenhead, student powieszony za bluźnierstwo; był ostatnim człowiekiem w Wielkiej Brytanii który stracił życie z tego powodu, uważany za męczennika w obronie rozumu (ur. 1676).
- 18 czerwca – Grzegorz Barbarigo, włoski biskup katolicki, kardynał, święty (ur. 1625)
- 17 grudnia – Eleonora Habsburg, królowa polska, żona króla Polski Michała Korybuta Wiśniowieckiego (ur. 1653)

- data dzienna nieznana: 
  - Jan Stanisław Zbąski, polski duchowny katolicki, biskup przemyski (ur. 1639)[1].

## Święta ruchome
- Tłusty czwartek: 14 lutego
- Ostatki: 19 lutego
- Popielec: 20 lutego
- Niedziela Palmowa: 31 marca
- Wielki Czwartek: 4 kwietnia
- Wielki Piątek: 5 kwietnia
- Wielka Sobota: 6 kwietnia
- Wielkanoc: 7 kwietnia
- Poniedziałek Wielkanocny: 8 kwietnia
- Wniebowstąpienie Pańskie: 16 maja
- Zesłanie Ducha Świętego: 26 maja
- Boże Ciało: 6 czerwca